# Scrabster
Scrabster vagy Scrabster Harbour egy fontos halászkikötő Észak-Skóciában, a Thurso-öbölben (más néven Scrabster-öböl). Thursótól 2,5 km-re, Wicktől 38 km-re, Invernesstől 180 km-re fekszik. A kikötőben számos étterem és kocsma működik.
A kikötőből kompok is közlekednek:
- Naponta többször közlekedik a Northlink kompja Stromness, Orkney felé
- A nyári hónapokban a Smyril Line hajója, a Norröna heti rendszerességgel közlekedik körjáratban Feröer, Izland, Dánia és Norvégia felé